# 坎德拉里亞縣

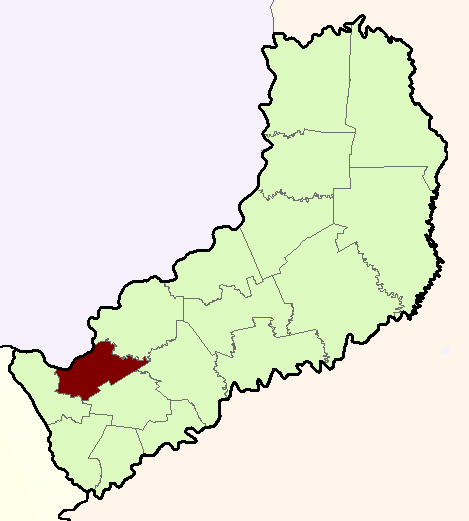

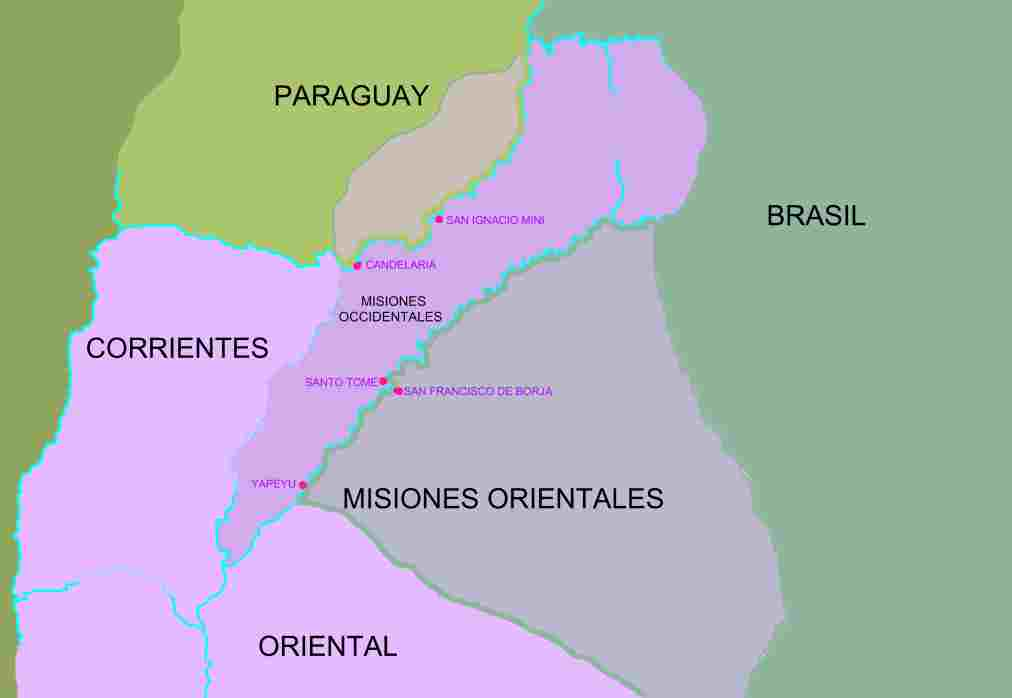

27°27′42″S 55°44′42″W / 27.46167°S 55.74500°W
坎德拉里亞縣（西班牙語：Departamento Candelaria），是阿根廷的縣份，位於該國東北部米西奧內斯省，首府設於坎德拉里亞，面積875平方公里，2010年人口27,040，人口密度每平方公里30.9人。 